# Echinopsis comarapana
Echinopsis comarapana ist eine Pflanzenart aus der Gattung Echinopsis in der Familie der Kakteengewächse (Cactaceae). Das Artepitheton comarapana verweist auf das Vorkommen der Art bei Comarapa in der bolivianischen Provinz Vallegrande.

## Beschreibung
Echinopsis comarapana wächst vieltriebig und bildet niedrige Polster von 30 bis 40 Zentimeter Durchmesser. Die kurz zylindrischen, geraden oder etwas gebogenen, graugrünen Triebe sind zum niedergedrückten Triebscheitel verjüngt. Sie sind 10 bis 15 Zentimeter hoch und weisen Durchmesser von 5 bis 8 Zentimeter auf.  Es sind zehn bis zwölf Rippen vorhanden, die quer gefurcht sind. Die auf ihnen befindlichen grauen Areolen stehen bis zu 1 Zentimeter voneinander entfernt. Aus ihnen entspringen dünne, nadelige Dornen, die an ihrer Basis verdickt sind. Der einzelne, abwärts gerichtete Mitteldorn ist bis zu 2 Zentimeter lang. Die neun bis elf grauen Randdornen sind ausgebreit und weisen eine Länge von 0,5 bis 1,1 Zentimeter auf.
Die trichterförmigen, weißen Blüten erscheinen an den oberen Triebseiten. Sie sind 13 bis 15 Zentimeter und besitzen einen Durchmesser von 4 bis 6 Zentimeter. Die kugelförmigen, dunkelgrünen Früchte erreichen Durchmesser von bis zu 3 Zentimetern.

## Verbreitung und Systematik
Echinopsis comarapana ist im bolivianischen Departamento Santa Cruz in den Provinzen Florida und Vallegrande in mittleren Lagen um 1900 Meter verbreitet.
Die Erstbeschreibung durch Martín Cárdenas wurde 1957 veröffentlicht.

## Nachweise